# Axel Arvid Raab
Axel Arvid Raab, född den 23 juni 1793 på Djurgården vid Stockholm, död den 20 september 1836 i Stockholm, var en svensk officer och på sin tid känd Bellmanssångare och målare.
Han var son till artillerikaptenen Axel Urik Raab och Anna Johannas Westerlund samt sonsons sonson till Carl Raab och farbror till Axel Raab. Raab blev 1809 student vid Uppsala universitet, där han någon tid studerade teologi, samt 1812 underlöjtnant vid Ingenjörkårens fältmätningsbrigad, i vilken egenskap han bevistade 1814 års fälttåg mot Norge. Han blev 1820 löjtnant och 1827 kapten i nämnda kår. Raab väckte redan tidigt uppmärksamhet genom sina anlag som skådespelare och förvärvade stor och långvarig namnkunnighet som tolk av Bellmans sånger. Raab ägde utomordentlig mimisk förmåga och en sångkonst, som lämpade sig för dessas återgivande. Samtida vittna enhälligt om den njutning hans föredrag av Bellmans dikter beredde åhöraren. Tegnér och Beskow, Livijn och Dahlgren var alla ense i att prisa det. Raab var deputerad stormästare i Par Bricole, en av stiftarna samt verksam ledamot av Bellmanska sällskapet (1824) liksom sedan 1821 medlem av Götiska förbundet. På hans grav på Nya kyrkogården vid Stockholm reste sällskapet Par Bricole en vacker minnesvård 1838.